# Guangxi
Le Guangxi (chinois simplifié : 广西壮族自治区 ; chinois traditionnel : 廣西壯族自治區 ; pinyin : guǎngxī zhuàngzú zìzhìqū ; en zhuang : Gvangjsih Bouxcuengh Swcigih), orthographe dans certaines transcriptions anciennes : Kouang-Si, est une région autonome de la république populaire de Chine, dans le sud de la Chine propre. Elle est officiellement appelée région autonome zhuang du Guangxi, même si la population zhuang n'y forme qu'un tiers environ de la population. Située sur le golfe du Tonkin, à la frontière du Viêt Nam, elle est nettement moins dynamique économiquement que la province voisine du Guangdong à l'est.

## Histoire
La région paraît peuplée, à l'origine, par un ensemble de groupes tribaux connus en Chine comme les Cent Yue (Baiyue).
Elle est intégrée à la Chine pendant la dynastie Qin.
En 214 avant l'ère commune, le général Zhao Tuo établit un royaume distinct à Panyu, aujourd'hui Guangzhou, le royaume des Yue du Sud, ou Nanyue, avec une politique de colonisation et de sinisation, « L'harmonisation et le rassemblement Cent Yue » (和集百越). La dynastie des Yue du Sud, ou Dynastie Zhao, dirige jusqu'à son effondrement en 111 avant notre ère, lors de l'expansion han vers le sud.
Pendant plus de vingt siècles, les minorités soumises se sont révoltées. La dernière grande révolte date du XIXe siècle, avec le soulèvement de JinTian (janvier 1851), marquant le début de la révolte des Taiping.
L’exécution d'Auguste Chapdelaine par les autorités du Guangxi en février 1856 fut un prétexte employé par la France pour rejoindre l'Angleterre dans son expédition navale au début de la seconde guerre de l'opium. Le Guangxi fut aussi le théâtre d'opérations de certains évènements de la guerre franco-chinoise en 1884.
Avec l’effondrement du gouvernement central, à la fin de l’empire, plusieurs jeunes généraux activistes ont essayé de diriger la région : Lu Rongting du Kuomintang, Li Zongren sous les ordres du premier ont dirigé la région à partir de 1923.
Pendant la Seconde Guerre mondiale, les Japonais ont occupé une partie de la province. L'opération Ichi-Go s'y déroula en partie. En 1945, la province est repassée sous le contrôle du Kuomintang, jusqu’en 1949, lors de la constitution de la république populaire de Chine par le Parti communiste chinois. Le PCC a finalement accordé l'autonomie aux minorités.
Au Guangxi, la Grande famine a commencé avant le Grand Bond en avant (1958 — 1961) : les réquisitions de céréales excessives y ont provoqué des milliers de morts de faim dès 1955.
Le cannibalisme a été pratiqué durant la révolution culturelle au Guangxi. Il a été l'objet d'une enquête de l'écrivain chinois Zheng Yi en 1986 et 1988 sur des événements survenus en 1968 lors du massacre de Guangxi. Le résultat de son enquête dans cette province, publié sous le titre de Stèles rouges : du totalitarisme au cannibalisme, est accablant pour les autorités locales, qui ont laissé faire. Zheng Yi décrit des scènes de cannibalisme et affirme qu'au moins 10 000 personnes ont été tuées et mangées en Chine durant cette période. Ce nombre est à mettre en relation avec les 100 000 morts estimées au total dans le Guangxi,.
Selon la Commission du Département d'outre-mer du gouvernement régional du Guangxi, la province est la zone géographique ancestrale de sept millions de Chinois d'outre-mer.

## Géographie

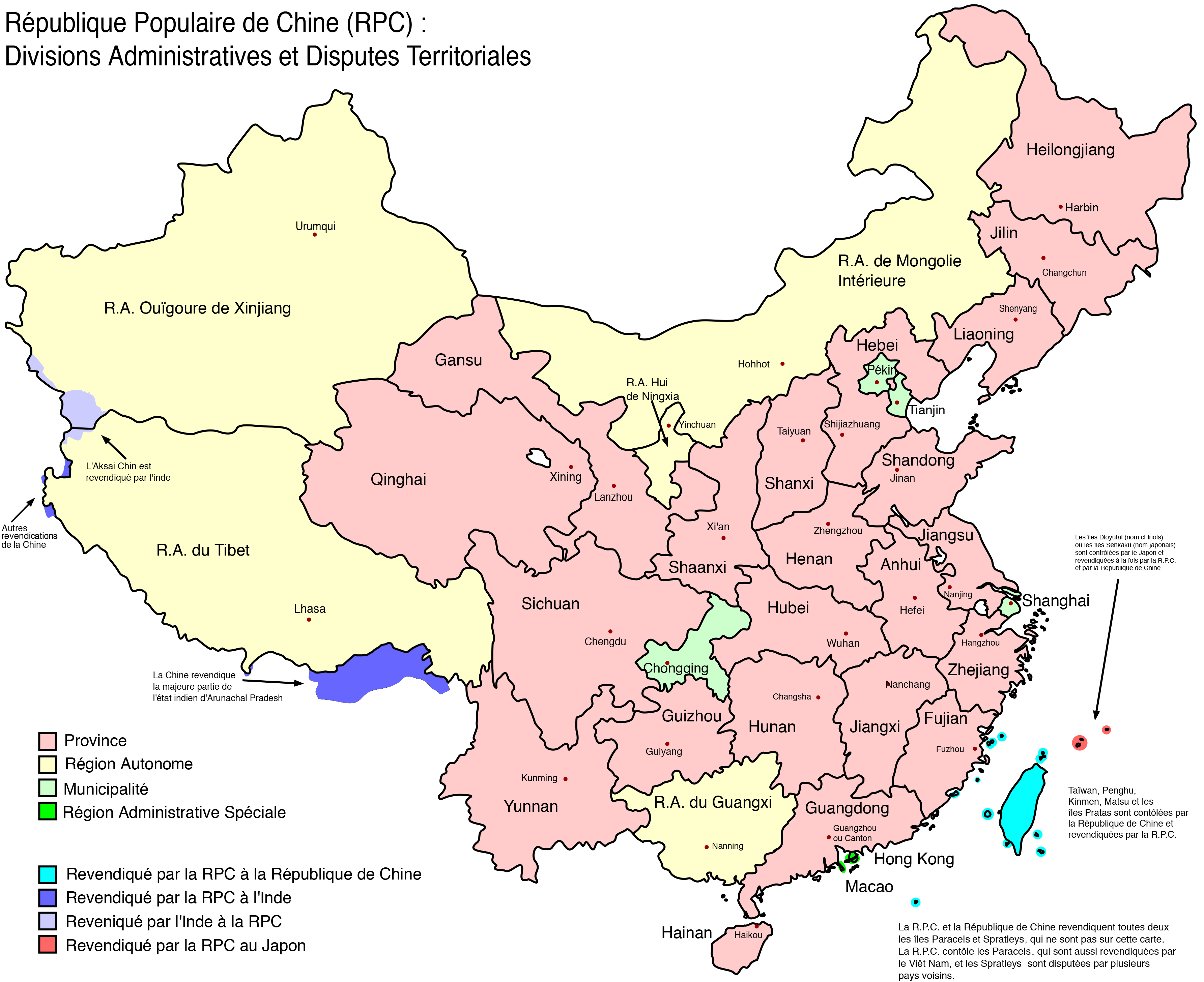
Divisions administratives et disputes territoriales de la république populaire de Chine.

Situé à l'extrémité sud-est du pays, le Guangxi est limitrophe avec les provinces de Yunnan à l'ouest, Guizhou au nord, Hunan au nord-est, Guangdong au sud-est et avec le Viêtnam au sud-ouest.

### Climat
La région autonome de Guangxi a un climat subtropical.

### Subdivisions administratives
Le système d'administration territoriale est le même que dans le reste de la Chine. Au niveau immédiatement inférieur à la province, la ville-préfecture est l'unité par défaut. Le Guangxi en compte quatorze.
| Subdivisions administratives du Guangxi | Subdivisions administratives du Guangxi | Subdivisions administratives du Guangxi | Subdivisions administratives du Guangxi | Subdivisions administratives du Guangxi | Subdivisions administratives du Guangxi | Subdivisions administratives du Guangxi | Subdivisions administratives du Guangxi | Subdivisions administratives du Guangxi | Subdivisions administratives du Guangxi | Subdivisions administratives du Guangxi | Subdivisions administratives du Guangxi | Subdivisions administratives du Guangxi |
| --------------------------------------- | --------------------------------------- | --------------------------------------- | --------------------------------------- | --------------------------------------- | --------------------------------------- | --------------------------------------- | --------------------------------------- | --------------------------------------- | --------------------------------------- | --------------------------------------- | --------------------------------------- | --------------------------------------- |
| District Xian                           |                                         |                                         |                                         |                                         |                                         |                                         |                                         |                                         |                                         |                                         |                                         |                                         |
| No.                                     | Code subdivision                        | Préfecture                              | chinois Hanyu Pinyin                    | Zhuang                                  | Population 2010                         | Superficie en km2                       | Densité                                 | Siège                                   | Subdivisions                            | Subdivisions                            | Subdivisions                            | Subdivisions                            |
| No.                                     | Code subdivision                        | Préfecture                              | chinois Hanyu Pinyin                    | Zhuang                                  | Population 2010                         | Superficie en km2                       | Densité                                 | Siège                                   | Districts                               | Xians                                   | Xians autonomes                         | villes-district                         |
| Villes-préfectures                      |                                         |                                         |                                         |                                         |                                         |                                         |                                         |                                         |                                         |                                         |                                         |                                         |
| 1                                       | 451000                                  | Baise                                   | 百色市 Bǎisè Shì                        | Bwzswz Si                               | 3 466 800                               | 36 204 km²                              |                                         | District de Youjiang                    | 1                                       | 9                                       | 1                                       | 1                                       |
| 2                                       | 451200                                  | Hechi                                   | 河池市 Héchí Shì                        | Hozciz Si                               | 3 369 200                               | 33 488 km²                              |                                         | District de Yizhou                      | 2                                       | 4                                       | 5                                       |                                         |
| 3                                       | 450200                                  | Liuzhou                                 | 柳州市 Liǔzhōu Shì                      | Liujcouh Si                             | 3 758 700                               | 18 597 km²                              |                                         | District de Liubei                      | 5                                       | 3                                       | 2                                       |                                         |
| 4                                       | 450300                                  | Guilin                                  | 桂林市 Guìlín Shì                       | Gveilinz Si                             | 4 748 000                               | 27 667 km²                              |                                         | District de Lingui                      | 6                                       | 8                                       | 2                                       | 1                                       |
| 5                                       | 451100                                  | Hezhou                                  | 贺州市 Hèzhōu Shì                       | Hocouh Si                               | 1 954 100                               | 11 772 km²                              |                                         | District de Babu                        | 2                                       | 2                                       | 1                                       |                                         |
| 6                                       | 451400                                  | Chongzuo                                | 崇左市 Chóngzuǒ Shì                     | Cungzcoj Si                             | 1 994 300                               | 17 345 km²                              |                                         | District de Jiangzhou                   | 1                                       | 5                                       |                                         | 1                                       |
| 7                                       | 450100                                  | Nanning                                 | 南宁市 Nánníng Shì                      | Nanzningz Si                            | 6 661 600                               | 22 100 km²                              |                                         | District de Qingxiu                     | 7                                       | 5                                       |                                         |                                         |
| 8                                       | 451300                                  | Laibin                                  | 来宾市 Láibīn Shì                       | Laizbinh Si                             | 2 099 700                               | 13 392 km²                              |                                         | District de Xingbin                     | 1                                       | 3                                       | 1                                       | 1                                       |
| 9                                       | 450800                                  | Guigang                                 | 贵港市 Guìgǎng Shì                      | Gveigangj Si                            | 4 118 800                               | 10 605 km²                              |                                         | District de Gangbei                     | 3                                       | 1                                       |                                         | 1                                       |
| 10                                      | 450400                                  | Wuzhou                                  | 梧州市 Wúzhōu Shì                       | Vuzcouh Si                              | 2 882 200                               | 12 572 km²                              |                                         | District de Changzhou                   | 3                                       | 3                                       |                                         | 1                                       |
| 11                                      | 450600                                  | Fangchenggang                           | 防城港市 Fángchénggǎng Shì              | Fangzcwngzgangj Si                      | 866 900                                 | 6 181 km²                               |                                         | District de Gangkou                     | 2                                       | 1                                       |                                         | 1                                       |
| 12                                      | 450700                                  | Qinzhou                                 | 钦州市 Qīnzhōu Shì                      | Ginhcouh Si                             | 3 079 700                               | 10 821 km²                              |                                         | District de Qinnan                      | 2                                       | 3                                       |                                         |                                         |
| 13                                      | 450500                                  | Beihai                                  | 北海市 Běihǎi Shì                       | Bwzhaij Si                              | 1 539 300                               | 3 989 km²                               |                                         | District de Haicheng                    | 3                                       | 1                                       |                                         |                                         |
| 14                                      | 450900                                  | Yulin                                   | 玉林市 Yùlín Shì                        | Yilinz Si                               | 5 487 400                               | 12 828 km²                              |                                         | District de Yuzhou                      | 2                                       | 4                                       |                                         | 1                                       |

## Démographie
En 2020, la province recensée est de 50,12 millions d'habitants.

## Principales villes
| Agglomération | Désignation en chinois | Population de l'agglomération millions (2017) | Rang (Chine) | Superficie | Densité | Commentaire |
| ------------- | ---------------------- | --------------------------------------------- | ------------ | ---------- | ------- | ----------- |
| Nanning       |                        | 2,84                                          |              | 492 km²    | 5800    |             |
| Liuzhou       |                        | 1,755                                         |              | 207 km²    | 8500    |             |
| Guilin        |                        | 1,02                                          |              | 106 km²    | 9600    |             |
| Yulin         |                        | 0,735                                         |              | 117 km²    | 6300    |             |
| Guigang       |                        | 0,71                                          |              | 93km²      | 7600    |             |
| Laibin        |                        | 0,595                                         |              | 111 km²    | 5300    |             |

## Politique
Cheng Kejie est à la tête du Guangxi, entre 1990 et 1997. Cheng Kejie et sa maîtresse Li Ping sont accusés de corruption. Il est exécuté à Pékin le 14 septembre 2000, après sa condamnation à mort du 31 juillet 2000 pour avoir reçu des pots-de-vin d'une valeur de 41 millions de yuans.

## Économie
Dans les années 1990, Cheng Kejie, gouverneur de la province, définit une double orientation. Le Guangxi devait être « un couloir
d'accès à la mer pour le Sichuan et les autres provinces du sud-ouest, d'une part, et un lieu de passage pour le commerce frontalier avec le Vietnam, d'autre part ». Il obtient des financements gouvernementaux pour des projets d'infrastructures reliant les ports du Guangxi aux autres provinces du sud-ouest.

## Nature

### Flore et faune
Un poisson, une carpe peuple un affluent de la rivière Zhujiang la province de Guangxi.

## Culture
- Paysage culturel de l’art rupestre de Zuojiang Huashan est classé patrimoine mondiale de l'humanité par l'UNESCO.

## Tourisme

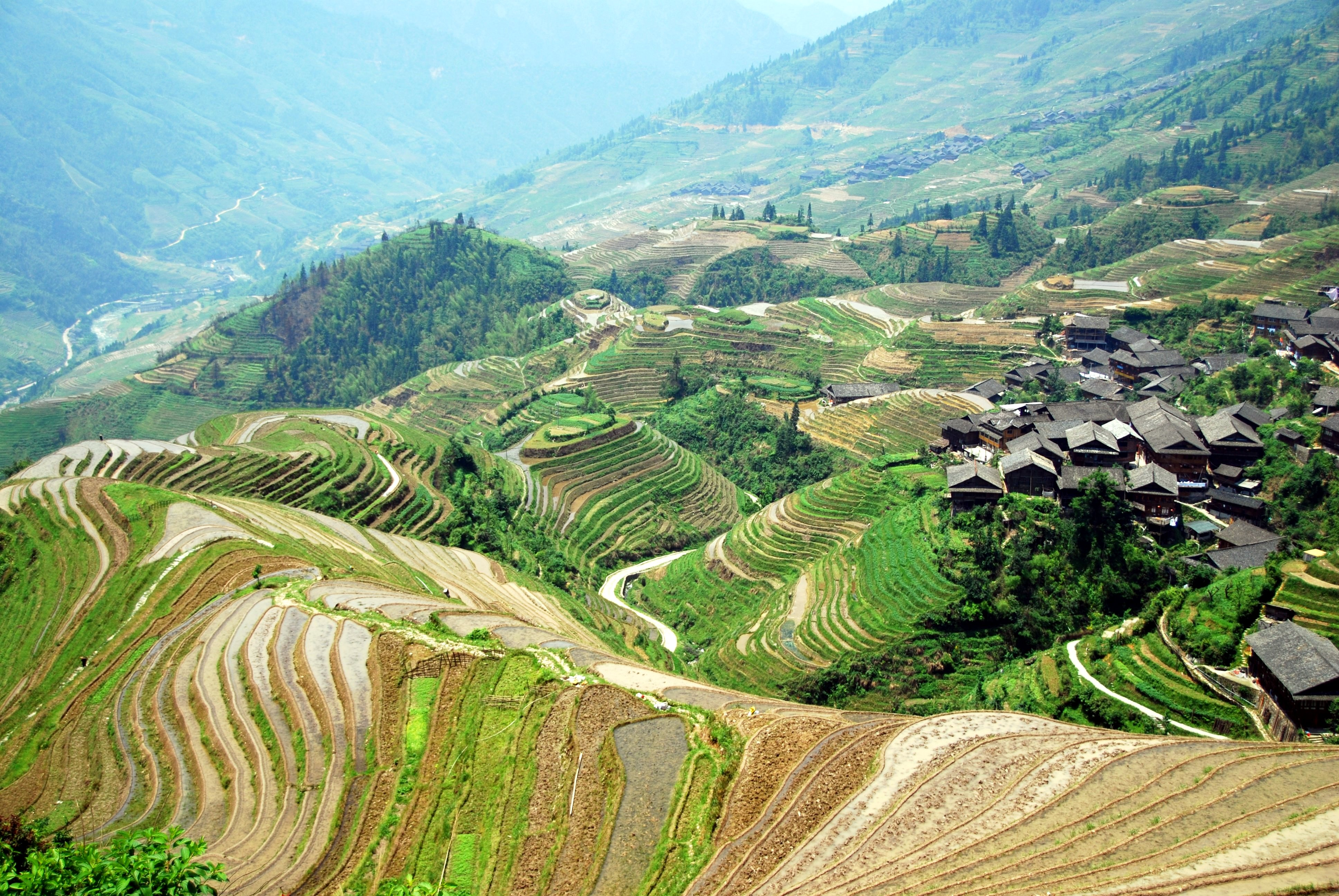
Rizières en terrasse de Longsheng, dans le nord du Guangxi.

- La ville de Guilin, située sur la rivière Li, est célèbre en Chine et dans le monde pour ses paysages exceptionnels.
- Le village de Yangshuo est devenu une destination prisée par les touristes étrangers, particulièrement pour sa rue occidentale.
- Le Xian autonome dong de Sanjiang et les Ponts du Vent et de la Pluie de l'ethnie dong, dont le Pont de Chéngyáng.
- Le Xian autonome de diverses nationalités de Longsheng, La Colonne Vertébrale du Dragon et ses rizières : Longji, Ping'an.
- La vieille cité de Huangyao.

## Personnalités liées à Guangxi
- Anita Mui, dont la ville natale ancestrale est beihai, guangxi, mui née à Hong Kong et élevée à Hong Kong, elle était une chanteuse et actrice célèbre
- Liang Shuming (chinois 梁漱銘), un philosophe
- David Lau Chi Wing, un réalisateur de Hong Kong et acteur de la limite télévision asiatique, Hong Kong
- Li Ning (chimois 李寧 / 李宁, Pinyin Lǐ Níng) était un athlète dans les années 1980, maintenant il est un entrepreneur

## Transport à Guilin
- Un réseau de métro est en construction, le Métro de Guilin. ouverture de la première ligne prévu pour 2025.

### Listes
- Liste des monuments classés du Guangxi (de)
- Sites historiques et culturels majeurs protégés au niveau national